# César Girón (matador)
Pour les articles homonymes, voir César Giron.
 (octobre 2019).
Si vous disposez d'ouvrages ou d'articles de référence ou si vous connaissez des sites web de qualité traitant du thème abordé ici, merci de compléter l'article en donnant les références utiles à sa vérifiabilité et en les liant à la section « Notes et références ».
César Antonio Girón Díaz, né le 13 juin 1933 à Caracas (Venezuela), mort le 19 octobre 1971 à Maracay (Venezuela), était un matador vénézuélien.

## Biographie
César Girón est né dans une famille de treize frères et sœurs, parmi lesquels, six (César, Curro, Rafael, Efraín, Freddy et José Luis) furent matadors.
En 1945, il se lance comme espontáneo dans les arènes de Maracay, au cours d’une corrida de la cuadrilla infantile « Los Chicos de Querétaro ». Mais sa carrière commence réellement le 1er octobre 1950 à Caracas au cours d’une novillada durant laquelle il doit alterner avec Moreno Sánchez, considéré comme le plus grand espoir du toreo vénézuélien. Par suite d’une blessure subie par Moreno Sánchez, César Girón doit tuer seul les six novillos. À la suite de cette mémorable corrida, César Girón devient un véritable héros national.
En 1951, il se rend en Espagne pour sa première saison européenne. Il y prend l’alternative à Barcelone, avec comme parrain, le mexicain Carlos Arruza. Il reste parmi les premiers de l’escalafón jusqu’à sa retraite en 1966.
Il meurt en 1971, au cours d’un accident d’automobile.
César Girón est généralement considéré comme l’un des principaux matadors du XXe siècle. On lui attribue l’invention d’une passe de muleta appelée pour cette raison girondina. Au Venezuela, deux arènes et une école taurine portent son nom.
Son fils, César Giron, né de son mariage avec Danièle Ricard, est actuellement le directeur général de la société Pernod.

## Carrière
- Débuts en public : Maracay, le 29 janvier 1950, aux côtés de Moreno Sánchez et Paco Roldán. Novillos de la ganadería de Francisco Solórzano.
- Débuts en Espagne : Miranda de Ebro (province de Burgos) le 13 mai 1951.
- Présentation à Madrid : 10 juillet 1952 aux côtés de Carriles et Antoñete. Novillos de la ganadería de Felipe Bartolomé.
- Alternative : Barcelone le 28 septembre 1952. Parrain, Carlos Arruza ; témoin, « Parrita ». Taureaux de la ganadería de Antonio Urquijo.
- Confirmation d’alternative à Mexico : 4 janvier 1953. Parrain, Manuel Capetillo ; témoins, José María Martorell et Jorge Aguilar « El Ranchero ». Taureaux de la ganadería de Tequisquiapan.
- Confirmation d’alternative à Madrid : 14 mai 1955. Parrain, Antonio Bienvenida ; témoin, « Pedrés ». Taureaux de la ganadería de Juan Cobaleda.
- Premier de l’escalafón en 1954 et 1956.